# Andreaeobryum
Andreaeobryum je monotipski rod mahovnjača smješten u posebnu porodicu, red i razred. Donedavno se smatralo da je endem iz Sjeverne Amerike (Aljaska i sjeverozapadna Kanada), ali je vrsta pronađrena i u Sibiru (Jakutija).

## Opis
Andreaeobryopsida jedan je od dva razreda koje se obično nazivaju "lanternaste mahovine", a drugi je razred Andreaeopsida. Rasprostranjeni su između sjeverne Kanade i Aljaske, a nalaze se kako rastu na vapnenačkim stijenama.
Vrste u ovom razredu razlikuju se od onih u Andreaeopsida po tome što su dvodomne, što znači da se muški i ženski reproduktivni organi rađaju na odvojenom gametofitu i posjeduju seta-u (držak) a pseudopodij je odsutan.
Dok su biljke mlade, tkiva su zelena i klorofilna. Međutim, kako sazrijevaju, postaju tamnocrne do crvenkastosmeđe, zbog tamnih pigmenata koji prikrivaju fotosintetske pigmente.
Kao što je prethodno spomenuto, sporofit je uzdignut pomoću seta. U zrelosti, sporangij je u obliku obrnutog stošca, sa širokom bazom i uskim vrhom, i ima 4-8 linija dehiscencije. Budući da promjene u vlažnosti uzrokuju savijanje sporangija naprijed-natrag, linije dehiscencije na kraju se troše, ostavljajući samo bazu sporangija.
Andreaeobryopsida ima samo jedan rod, Andreaeobryum sa vrstom Andreaeobryum macrosporum.

## Vanjske poveznice
- Flora of North America